# 플러피
플러피는 《해리 포터》의 등장인물이며 루베우스 해그리드가 술집에서 그리스 사람에게 산 마법생물이다. 해리포터 마법사의 해리 포터와 마법사의 돌에서 마법사의 돌을 지키고 있었다.